# Rutilia spinolae
Rutilia spinolae là một loài ruồi trong họ Tachinidae.